# Thoscora
Thoscora is een geslacht van vlinders van de familie Megalopygidae.

## Soorten
- T. acca (Schaus, 1892)
- T. brugea Schaus, 1904
- T. omayena (Schaus, 1904)
- T. rubrivena (Jones, 1912)